# Ronal Longa
Pour les articles homonymes, voir Longa.
Ronal Longa, né le 30 juin 2004 à Ciénaga, est un athlète colombien, spécialiste du 100 mètres.

## Biographie
Lors des championnats d'Amérique du Sud 2023 à São Paulo, Ronal Longa remporte la médaille de bronze du 100 m, derrière le Surinamien Issam Asinga (9 s 89) et le Brésilien Erik Cardoso (9 s 97), et descend pour la première fois de sa carrière sous les 10 secondes en 9 s 99 (+ 0,8 m/s). Âgé de 19 ans, il devient le 5e athlète junior de l'histoire sous la barre des 10 secondes, et bat son propre record de Colombie. Le 27 mai 2024, il récupère la médaille d'argent et le record continental junior à la suite de la disqualification pour dopage d'Asinga.

## Palmarès
| Date | Compétition                    | Lieu      | Résultat | Épreuve | Temps  |
| ---- | ------------------------------ | --------- | -------- | ------- | ------ |
| 2023 | Championnats d'Amérique du Sud | São Paulo | 2e       | 100 m   | 9 s 99 |

## Records
| Épreuve | Temps  | Lieu      | Date            |
| ------- | ------ | --------- | --------------- |
| 100 m   | 9 s 99 | São Paulo | 28 juillet 2023 |